# L'incantesimo del lago: Un magico Natale
L'incantesimo del lago: Un magico Natale (The Swan Princess Christmas) è un film d'animazione del 2012 diretto da Richard Rich.
È il quarto capitolo della serie iniziata con L'incantesimo del lago. Contrariamente ai capitoli precedenti, è stato realizzato in CGI. È uscito direttamente in DVD il 6 novembre 2012.

## Trama
Dopo gli eventi del primo film, la principessa Odette e il principe Derek stanno andando al castello della regina Uberta per festeggiare il loro primo Natale insieme. A loro insaputa, il malvagio stregone Rothbart è tornato dai morti come spirito e ha chiesto aiuto a un gatto nero di nome Numero 9 promettendogli nove vite extra. Il numero 9 attira Derek nella cantina del castello di Uberta dove apre uno scrigno con l'iniziale R su di esso. Quando Derek se ne va, Rothbart emerge dal petto come un fantasma. Da qui, Rothbart inizia il suo piano per distruggere la magia del Natale del regno, l'unica cosa più potente delle Arti Proibite, poiché questo gli darà il potere di essere rianimato in forma fisica. Rothbart è in grado di lanciare incantesimi minori che fanno combattere le persone; lo fa alla regina Uberta e Lord Rogers, e in seguito agli abitanti del villaggio fino a quando quasi l'intero villaggio è in disarmonia.
Derek e Odette vengono a sapere del ritorno di Rothbart come spirito spettrale quando i campanelli a vento che suonano "Far Longer than Forever" lo rendono visibile e lo tengono immobile. Hanno installato dei rintocchi in tutto il castello, ma alla fine Rothbart chiede nuovamente l'aiuto di Bridget (la ex scagnozza strega del primo film che era diventata buona) e lei lo aiuta a rimuovere i rintocchi del vento per lui.
Come parte delle festività natalizie, Uberta e Rogers stanno mettendo in scena spettacoli musicali, ma a causa dell'incantesimo di Rothbart sono diventati aggressivi e competitivi tra loro. Odette, che sta mettendo in scena la sua stessa canzone, invita i bambini a eseguire "Christmas is the Reason", che indebolisce momentaneamente il potere di Rothbart su Uberta e Rogers. Odette prosegue su questo invitando Uberta e Rogers a fare regali e cibo ai poveri. Questa volta la buona volontà rompe l'incantesimo sull'intero regno e Rothbart è gravemente indebolito.
L'ultima possibilità di Rothbart di rovinare lo spirito natalizio del regno è sabotare l'albero di Natale reale. Manda il Numero 9 a rubare una delle luci di Natale e Rothbart lancia su di essa un incantesimo oscuro che distruggerà l'albero. Derek viene a conoscenza di questo piano grazie a Bridget, che ha ingannato Rothbart e lo intrappola all'interno di un campanello gigante.
Derek torna di corsa alla festa della vigilia di Natale per impedire che l'albero venga acceso, ma è troppo tardi. La lampadina incantata dà fuoco all'albero e ai suoi ornamenti. Rothbart viene completamente ripristinato al suo corpo fisico, prende la corona di Uberta che trasforma nella sua e rapisce Odette dove la riporta al Lago dei cigni.
Al Lago dei cigni, Rothbart trasforma ancora una volta Odette in un cigno bianco e la intrappola all'interno di una gabbia fatta di radici, proprio mentre arrivano Speed, Puffin e Jean-Bob. Puffin cerca di attaccare Rothbart, ma il malvagio stregone fa cadere l'uccello e lo trasforma in un ornamento di Natale. Quindi lancia un incantesimo sul chiaro di luna, in modo che quando tocca le ali di Odette, si trasformi in un ornamento dorato a forma di cigno per sempre. Derek arriva per salvare Odette e Rothbart ha assunto di nuovo la forma del Grande Animale per combattere Derek. All'inizio Derek è sopraffatto, ma Odette inizia a cantare "The Season of Love", che indebolisce Rothbart fino a quando non prende fuoco e muore. Con Rothbart sconfitto per la seconda volta, Odette si trasforma di nuovo in un essere umano e Puffin torna al suo io normale. Derek muore tra le sue braccia a causa delle ferite riportate, ma una sconvolta Odette canta di nuovo, il grande spirito del Natale lo riporta in vita e ripristina l'albero di Natale reale. Alla festa di Natale, il regno erige un nuovo ornamento natalizio sull'albero, in onore di Derek e Odette.